# Вильский, Вадим Константинович
Вадим Константинович Вильский (1925—2001) — советский, российский и молдавский актёр театра и кино.

## Биография
Родился 24 августа 1925 года в Кишинёве.
В 1952 году окончил Ленинградский театральный институт имени А. Н. Островского. После окончания учёбы устроился в Молдавский Республиканский драматический театр, где проработал четыре года.
С 1956 года Вильский перешёл в Русский Республиканский Театр им. А. П. Чехова в Кишинёве, на сцене которого он выступал с перерывом до 1963 года (в 1960—1962 годах работал на студии «Молдова-фильм»).
В 1963—1964 годах Вильский — актёр Минского Республиканского драматического театра (Белорусская ССР).
С 1964 года Вадим Константинович — художественный руководитель Учебной актёрской студии при киностудии «Молдова-фильм».
В 1971—1974 годах работал на Одесской киностудии, а с 1977 года — в Москве на киностудии «Мосфильм».
Умер 17 ноября 2001 года. Похоронен на Хованском (Западном) кладбище Москвы (участок 500У).

## Творчество
Вадим Вильский известен зрителю, прежде всего, как исполнитель эпизодических ролей. Лучшей работой актёра в кино является единственная главная роль в короткометражном фильме Александра Котта «Фотограф» (1997).

### Фильмография
| - 1967 — При попытке к бегству — фотограф, (нет в титрах) - 1967 — Марианна — немецкий офицер - 1967 — Сергей Лазо — эпизод - 1968 — Это мгновение — интербригадист - 1969 — Десять зим за одно лето — эпизод - 1969 — Падающий иней — инвалид - 1970 — Взрыв замедленного действия — филер - 1970 — Секундомер — второй администратор - 1971 — Красная метель — Окенте - 1972 — Последний гайдук — эпизод - 1973 — Докер — эпизод - 1974 — Гнев — эпизод - 1974 — Долгота дня — румынский офицер - 1974 — Пламя — счетовод (нет в титрах) - 1974 — Свой среди чужих, чужой среди своих — бандит с патронташем - 1975 — Порт — Егор - 1975 — Раба любви — ассистент режиссёра - 1976 — По волчьему следу — матюхинец в очках - 1976 — Табор уходит в небо — эпизод - 1976 — Фаворит — Томкинс, владелец кафе «Голубой утёнок» - 1977 — Когда рядом мужчина — эпизод - 1977 — Ночь над Чили — эпизод - 1977 — Пыль под солнцем — Б. И. Белешин, комиссар продовольствия, назначенный Муравьевым - 1977 — Схватка в пурге — посетитель ресторана - 1978 — Мой ласковый и нежный зверь — доктор, (нет в титрах) - 1978 — Мятежная баррикада — эпизод - 1978 — Однокашники — работник завода, (нет в титрах) - 1978 — Сибириада — член президиума - 1978 — Супруги Орловы — работник иконописной мастерской - 1979 — Активная зона — работник АЭС, председатель месткома - 1979 — Жизнь прекрасна — надзиратель, (нет в титрах) - 1979 — Сегодня и завтра — эпизод - 1980 — Белый снег России — немецкий офицер на шахматном турнире в Праге - 1981 — Душа — Норман, музыкальный продюсер - 1981 — На Гранатовых островах — сотрудник ЦРУ, (нет в титрах) - 1981—1982 — Россия молодая — Ружанский - 1982 — Срочно... Секретно... Губчека — официант, (нет в титрах) - 1983 — Взятка. Из блокнота журналиста В. Цветкова — дирижёр - 1983 — Приступить к ликвидации — швейцар (нет в титрах) - 1983 — Ты мой восторг, моё мученье - 1984 — Михайло Ломоносов, — эпизод - 1984 — Двойной обгон — эпизод - 1984 — Предел возможного — участник совещаний у директора завода - 1984 — Успех — актёр - 1985 — Победа (нем. Der Sieg; СССР—ГДР) — британский переводчик - 1985 — Багратион - 1985 — Город невест — прораб - 1985 — Змеелов — грузчик - 1985 — Картина член комиссии, (нет в титрах) - 1985 — Набат на рассвете Павел Петрович, ученый - 1985 — Утро обреченного прииска — хозяин прииска, (нет в титрах) - 1986 — Выкуп — Карл Дейниц, постоялец гостиницы - 1986 — Кто войдёт в последний вагон — Адольф Карлович - 1986 — Лермонтов — лакей (нет в титрах) - 1986 — Лучафэрул — эпизод - 1986 — Мой нежно любимый детектив — член клуба холостяков (нет в титрах) - 1986 — Таинственный узник — генерал-губернатор | - 1987 — Клуб женщин — член клуба «Чашка чая» (в титрах В. Вильская) - 1987 — Оглашению не подлежит — заговорщик, (нет в титрах) - 1988 — Гражданский иск (рум. Actiune civila) — эксперт Мирский - 1988 — Гулящие люди — эпизод - 1988 — На помощь, братцы! — эпизод - 1988 — Осень, Чертаново… — мужчина на похоронах - 1988 — Публикация — дворовой забулдыга, в титрах К. Вильский - 1988 — Пусть я умру, Господи - 1989 — Закон — гость на банкете - 1989 — А был ли Каротин — гость на приёме, (нет в титрах) - 1989 — Из жизни Фёдора Кузькина — эпизод - 1989 — Казённый дом (фильм № 1) - 1989 — Кому на Руси жить… — следователь - 1989 — Лестница - 1989 — Любовь с привилегиями — гость на свадьбе - 1989 — Мир в другом измерении. Казенный дом — эпизод - 1990 — Десять лет без права переписки — посетитель ресторана, (нет в титрах) - 1990 — Морской волк — Хаскинс - 1990 — Последняя осень — весёлый дедушка в автобусе - 1990 — Похороны Сталина — игрок в шашки (нет в титрах) - 1990 — Система «Ниппель» — психиатр - 1990 — Человек из чёрной «Волги» — секретарь парткома - 1991 — Господня рыба — строитель - 1991 — И возвращается ветер… — сосед - 1991 — Откровение Иоанна Первопечатника — эпизод - 1992 — Дорогие мама и папа! (короткометражный) - 1992 — Луна-парк (фр. Luna Park; Россия, Франция) — гость на юбилее - 1992 — Прикосновение — хирург - 1992 — Сердца трёх — Паркер, камердинер - 1993 — Бегущий по льду (англ. The Ice Runner, США) - 1993 — Мир в другом измерении. Стресс - 1993 — Пистолет с глушителем — психически больной с ложкой, (нет в титрах) - 1994 — Мастер и Маргарита — литератор - 1995 — Барышня-крестьянка — слуга Берестовых - 1995 — Красная вишня — пленный старик - 1995 — Под знаком Скорпиона — эпизод - 1996 — Возвращение «Броненосца» — актёр Посредрабиса - 1997 — Графиня де Монсоро — Жером, озвучивание — Юрий Саранцев - 1997 — Змеиный источник — актёр из телесериала - 1997 — Мы дети твои, Москва (короткометражный) - 1997 — Фотограф (короткометражный) — фотограф - 1998 — На ножах — эпизод - 1998 — Сочинение ко Дню Победы — ветеран на репетиции парада, (нет в титрах) - 1999 — Досье детектива Дубровского — пожилой человек - 1999 — Китайский сервиз — эпизод - 1999 — Послушай, не идёт ли дождь — эпизод - 1999 — Что сказал покойник — Гаучо - 2000 — Брат-2 — вахтер - 2001 — Игры в подкидного — эпизод - 2001 — Падение Голиафа — эпизод |